# Čebarkul'skij rajon
Il Čebarkul'skij rajon (in russo Чебаркульский район?) è un rajon dell'oblast' di Čeljabinsk, nella Siberia occidentale; il capoluogo è Čebarkul'.